# Nasturtium floridanum
Nasturtium floridanum là một loài thực vật có hoa trong họ Cải. Loài này được (Al-Shehbaz & Rollins) Al-Shehbaz & R.A. Price mô tả khoa học đầu tiên năm 1998.